# Jarlinson Pantano
Jarlinson Pantano (nascido em 19 de novembro de 1988) é um ex-ciclista colombiano.

## Carreira
Competiu no Giro d'Italia de 2014. Em dezembro de 2014, ele foi anunciado como parte do pelotão de ciclistas da equipe IAM Cycling para a temporada 2015. Competiu no Tour de France de 2015, terminando na décima nona colocação. Pantano foi o vencedor da décima quinta etapa do Tour de France de 2016, em uma etapa de montanha através do Grande Colombier, de Bourg-en-Bresse a Culoz.
Em julho de 2016, foi selecionado e substituiu o Nairo Quintana para competir na prova de estrada individual dos Jogos Olímpicos Rio 2016.